# 叙利亚修道院

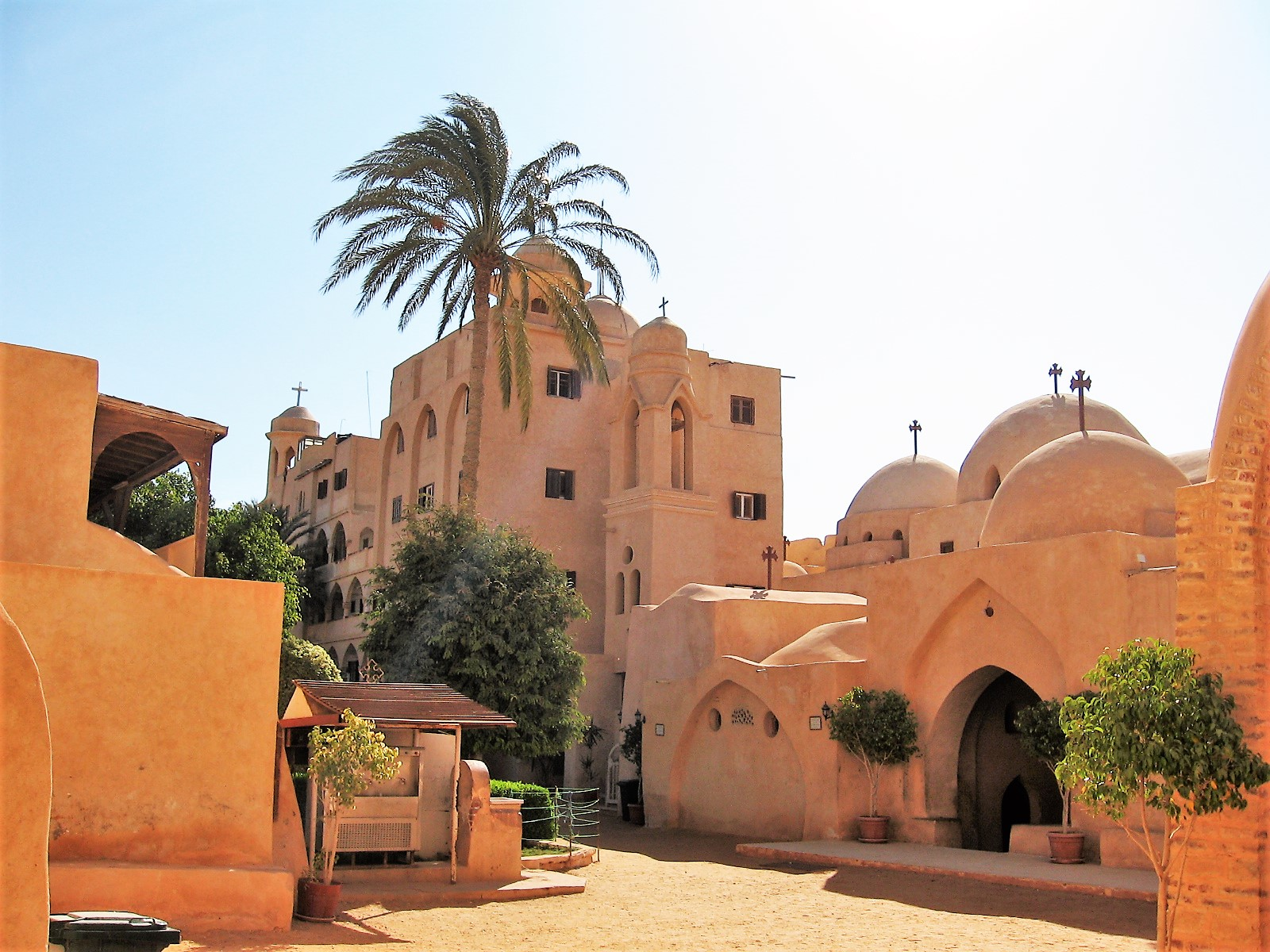
叙利亚修道院的一部分

叙利亚修道院是一所位于埃及布海拉省纳特隆谷沙漠地带的科普特正教会修道院。约于公元六至七世纪建立。历史上曾由不同教派的基督教僧侣住持过。起初，哈利卡尔那索斯主教朱利安与安提阿牧首塞维鲁二人在基督的本性这一问题上起了争执。朱利安因宣扬耶稣圣体不朽这一论点，触犯了当时的主流教义，被流放至埃及。但朱利安在埃及获得了亚历山大教宗蒂莫西三世的支持，其学说便在埃及散播开来。当时纳特隆谷圣比绍伊修道院中的部分僧侣反对朱利安的学说，便自行建立了一座新的修道院，即叙利亚修道院。
公元八世纪初，修道院被出售给了来自提克里特的商人。随后由叙利亚僧侣住持。在之后的历史中，修道院长期面临游牧贝都因人的洗劫。927年，僧侣尼西比斯的摩西前往美索不达米亚，带回了许多叙利亚教会的手稿，大大提升了修道院的文化价值。12世纪中期，修道院中的叙利亚僧侣比例极速下滑，至1413年，仅剩一名叙利亚修士在驻。其原因则是当时肆虐埃及的黑死病。至十六世纪，科普特正教会的埃及僧侣开始进驻修道院，他们替代了之前的叙利亚东方正统教会的僧侣。此后至今，科普特人便主导了该修道院。截止17世纪中期，有关记录已不再显示该修道院有叙利亚僧侣。
前亚历山大教宗欣诺达三世便是来自于该修道院的僧侣。
叙利亚修道院所藏的手稿因其价值，曾多次被欧洲人盗窃，尽管修道院曾拒绝给予这些人，盗窃行为也未见收敛。这一过程至少持续到1883年。大量珍贵手稿现藏于梵蒂冈、巴黎国立图书馆以及伦敦的大英博物馆。
修道院中的主要教堂为至圣童贞女教堂。该教堂拥有公元八世纪珍贵的圣母领报壁画。由于其历史，许多早期科普特的铭文上会盖有一层叙利亚人的铭文或作画。此外，该教堂的艺术风格也受到了伊斯兰教艺术的影响。